# Bronnbach
Bronnbach (im taubergründischen Dialekt Brumboch) ist ein Weiler in Tauberfranken und gehört zur Ortschaft Reicholzheim der Stadt Wertheim im Main-Tauber-Kreis.

## Geschichte

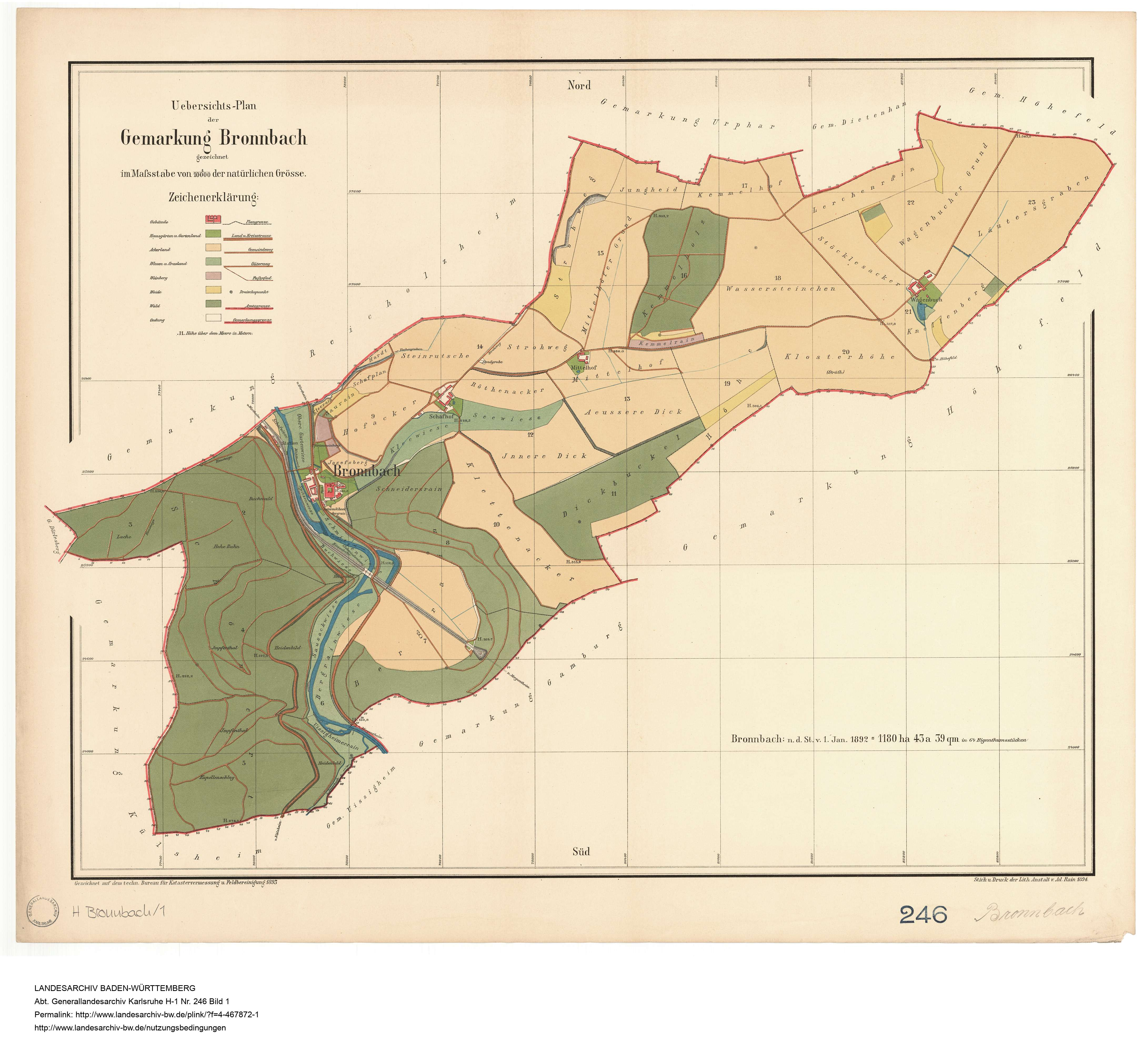
Die ehemals eigenständige Gemarkung von Bronnbach bis zum 1. April 1936, die seitdem Teil der Gemarkung von Reicholzheim ist

### Gründung und Gemarkung

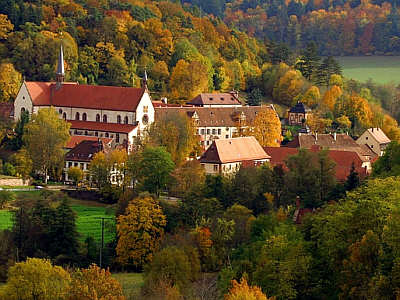
Das Zisterzienserkloster in Bronnbach heute

Die Geschichte des Ortes Bronnbach ist sehr eng mit der Geschichte des Zisterzienserklosters Bronnbach (lateinisch Monasterium Brunnbacensis) verbunden, da der Großteil der Ortschaft aus ehemaligen Klostergebäuden besteht. Das Kloster wurde 1151 rechts der Tauber gegründet.
Bronnbach besaß 1245 vierzehn Außenhöfe und erwarb später die Ortsherrschaft über Kupprichhausen, Ebenheid, Reicholzheim, Dörlesberg und Nassig.
Mit dem Reichsdeputationshauptschluss vom 25. Februar 1803 wurde das Kloster säkularisiert; die Güter und Einkünfte wurden dem Fürsten von Löwenstein-Wertheim-Rosenberg als Ausgleich für seine an Frankreich verlorenen Gebiete links des Rheins zugesprochen.
Im Jahr 1839 wurde die Taubertalstraße gebaut; die Streckenführung rechts der Tauber machte es notwendig, sie mitten durch das Klostergelände zu führen. Im selben Jahr wurde außerdem die Klosterbrauerei erweitert. Sie bestand von 1670 bis 1974, letzter Besitzer war die Würzburger Hofbräu.

### Revolution von 1848/49
Während der Märzrevolution kam es in Bronnbach am 10. März 1848 zu Unruhen, als etwa 200 Reicholzheimer Bauern vor das Fürstlich Löwenstein-Wertheim-Rosenbergische Rentamt zogen und die Rückgabe ihrer Gültfrüchte aus dem Vorjahr, die Ablösung der Grundzinsen sowie die Aufhebung standesherrlicher Privilegien forderten. Sie waren mit Flinten, Beilen und Stöcken bewaffnet und erreichten nach Verhandlungen mit dem Rentamtsverwalter die Herausgabe der Gültfrüchte noch am selben Tag. Dieser Vorgang blieb die einzige Bauernrevolte der Märzrevolution auf Wertheimer Gemarkung. Der Fürst reagierte darauf, indem er das Innenministerium in Karlsruhe bat, Militär zu entsenden. Daraufhin wurde das Bezirksamt Wertheim vom Ministerium dazu aufgefordert, den Reicholzheimern ihr illegales Handeln zu verdeutlichen, und erreichte auch, dass die Bauern das Korn an die Rentei zurückgaben. Außerdem gaben sie auch eine Renovatur-Urkunde zurück, auf der die Gült- und Grundzinssenkung verzeichnet war. Nach der Niederschlagung der Revolution verurteilte das Großherzogliche Hofgericht des Unterrheinkreises die für schuldig befundenen Reicholzheimer Bauern zu Arbeitshausstrafen.

### Exil von Miguel I.
Von 1851 bis zu seinem Tod im Jahr 1866 lebte der ehemalige portugiesische König Miguel I. in Bronnbach im Exil. 1834 hatte er unter dem Druck seines Bruders Dom Pedro, Kaiser von Brasilien, auf die Krone verzichtet. Die Wahl des Exils fiel auf Bronnbach, da Miguel I. die Schwester des Fürsten zu Löwenstein geheiratet hatte, welchem das Kloster zu jener Zeit gehörte. Es erfuhr dadurch eine Aufwertung zum Schloss. Der Sohn aus dieser Ehe, Michael von Braganza, ließ durch seine Bestattung in der Klosterkirche die Tradition der Grablege wiederaufleben. Auch zwei Enkel von Miguel I. sind dort bestattet.

### Neuzeit
1925 gab es im Ort ein Elektrizitätswerk, eine Schmiede, ein Gasthaus, eine Brauerei und eine Sägemühle. 25 Familien wohnten zu jener Zeit in Bronnbach, die Fürsten nicht mitgerechnet. 1939 schloss die Tankstelle des Orts. In diesem Jahr sind von den Betrieben nur noch die Brauerei und die Schmiede in der Chronik verzeichnet. Am 1. April 1936 wurde Bronnbach zusammen mit dem Schafhof, dem Wagenbuchener Hof und dem Mittelhof der Gemeinde Reicholzheim zugeteilt. Heute wiederum gehört Reicholzheim und somit auch Bronnbach zur Stadt Wertheim.

### Nationalsozialismus
Auch in Bronnbach erhielt die NSDAP bei den Reichstagswahlen 1932 über 50 % der Stimmen (60 von 118 gültigen Stimmen). Vom späteren Zweiten Weltkrieg wurde Bronnbach durch Zwangsarbeiter aus den Niederlanden und Russland und Flüchtlinge berührt, die dort arbeiteten und unterkamen. Die Zwangsarbeiter mussten im Felsenkeller links der Tauber für die deutsche Rüstung arbeiten. 1943 wurden aufgrund von Bombenabwürfen Luftschutzmaßnahmen in der Kirche ergriffen und der Felsenkeller der Brauerei als Luftschutzkeller verwendet. Da Bronnbach durch seine Abgeschiedenheit relativ sicher war, lagerte die Cigarettenfabrik Garbáty aus Berlin ihre Produktion dorthin aus. Das Unternehmen VDM Halbwerkzeuge aus Aschaffenburg lagerte in Bronnbach Unterlagen ein, Hinckel & Söhne nutzte die Orangerie kostenlos als Lagerraum. In den letzten Kriegsmonaten fand auch das Unternehmen Schirrmeister Feinmaschinenbau aus Freiburg hier eine Zuflucht, jedoch wurden die Maschinen von den US-Amerikanern nach deren Einmarsch beschlagnahmt.
Auch Kulturgüter wurden während des Kriegs in Bronnbach eingelagert: 1942 und 1943 Akten des Reichsarchivs (Außenstelle Frankfurt), 1944 Kunst- und Kulturgüter aus Kölner Museen und dem Kölner Dom sowie Archivalien, Urkunden, Bücher und mehr aus Würzburg. Ferner lagerte auch das Museum für Kunsthandwerk in Frankfurt Ausstellungsstücke in Bronnbach.

### Nachkriegszeit
In der Wirtschaftswunderzeit veränderte sich der Charakter des Dorfes durch Integration der Heimatvertriebenen, technischen Fortschritt und wirtschaftlichen Strukturwandel. Im November 1960 wurde der Beschluss gefasst, die Volksschule Bronnbach, die erst 1954 in einen Neubau gezogen war, zum 1. April 1961 zu schließen. Zum Zeitpunkt der Beschlussfassung besuchten noch 15 Kinder die Schule. Die Kinder aus Bronnbach wurden danach in Reicholzheim unterrichtet. Der Weiler kam als Teil der ehemals selbständigen Gemeinde Reicholzheim am 1. Januar 1975 zur Stadt Wertheim.

## Das Wappen
1842 führte Bronnbach ein Wappen, das in Blau einen Dreischalenbrunnen mit fließendem silbernem Wasser zeigt. Von 1928 bis 1936 führte die Gemeinde Bronnbach in ihrem Siegel das gleiche Wappen wie der Nachbarort Reicholzheim, einen goldenen Brunnen mit zwei Schalen, aus denen silbernes Wasser fließt. Es trug die Umschrift GEMEINDE BRONNBACH a. d. T. Heute führt Bronnbach als Ortsteil von Wertheim kein eigenes Wappen.

## Religion
Die Bronnbacher Klosterkirche gehört zur katholischen Seelsorgeeinheit Külsheim-Bronnbach im Dekanat Tauberbischofsheim des Erzbistums Freiburg.

## Kulturdenkmale
Die Klostergebäude mit Klosterkirche, das ehemalige Empfangsgebäude des Bahnhofs, der Mühlkanal, der Weinberg Josefsberg, die Tauberbrücke, die Hofanlage Schafhof und ein Wegweiserstein an der Kreisstraße 2822 sind seit 2003 als Sachgesamtheit im Denkmalbuch des Landes Baden-Württemberg verzeichnet.

## Wirtschaft und Infrastruktur

### Der Weinbau
Der Weinbau kam zwar nicht erst durch die Mönche nach Bronnbach, wurde jedoch durch sie erheblich gefördert. Die Weinberge befanden sich unweit des Klosters am Pfortenrain (dem heutigen Josefsberg), am Edelberg, am Satzenberg sowie oberhalb des Schafhofs und am Kemmelrain. Der Name der Lage Josefsberg stammt von einem Bildstock des hl. Josef ab, der ursprünglich dort stand, sowie von Abt Joseph Hartmann, der den Bildstock 1720 errichten ließ. Bronnbach besaß ein eigenes Kelterhaus im Eingangsbereich der Klosteranlage, 1603 umfasste es fünf Keltern. Die 111 Weinfässer, die 1803 in Bronnbach und Reicholzheim lagerten, hatten eine Kapazität von knapp 6.000 hl. Der Wein wurde u. a. in Wertheim und Würzburg verkauft, während des Dreißigjährigen Krieges sogar auf der Frankfurter Messe und später, um 1900, auch im Hotel Kaiserhof in München.

### Die Tauberbrücke

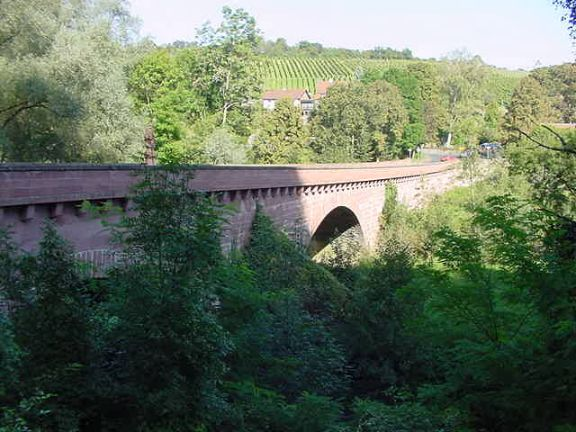
Blick entlang der Tauberbrücke Richtung Bronnbach

Papst Benedikt XII. gewährte in Urkunden aus dem Jahre 1336 und 1339, die er in Avignon ausstellte, für den Neubau einer hölzernen Brücke über die Tauber einen Ablass. Diese niedrigere fünfbogige Brücke wurde dann 1340 gebaut, sie hielt jedoch einem großen Hochwasser im Jahr 1408 nicht stand; als Ersatz der alten Brücke wurde laut der Brückeninschrift in der Stirnmauer des Bogens im selben Jahr die steinerne Tauberbrücke unter Abt Johannes III. Hildebrand für angeblich 40.000 Gulden erbaut. Die Brücke trug auch eine Zollstation des Klosters und hat als einzige Brücke des mittleren und unteren Taubertals allen bisherigen Hochwasserfluten standgehalten. Die Spannweiten ihrer beiden weitgewölbten Bögen (21,70 m bzw. 22,60 m) weisen nach der Karlsbrücke in Prag die größten Bogenspannweiten unter den gotischen Brücken Mitteleuropas auf. Insgesamt hat sie vier Bögen, wobei zwei der Bögen fast nicht mehr zu sehen sind. In Bogen eins fließt die Tauber, in Bogen zwei der Mühlbach (Bögen sind vom Bahndamm her gezählt), dazwischen befindet sich eine Insel. Ihre Gesamtlänge beträgt 110 m. Ein Brückentor, das möglicherweise aus der Renaissancezeit stammte, wurde im 18./19. Jahrhundert abgebrochen. Die Statue des Johannes Nepomuk steht seit 1731 auf der Brücke. Sie wurde von Abt Engelbert an Stelle des Kruzifixes errichtet, das Wertheimer Bilderstürmer 1631 zerstörten und in die Tauber warfen.
1945 hatten Soldaten aus dem Elsass unter Führung ihres deutschen Leutnants unter anderem den Befehl zur Zerstörung der Tauberbrücke erhalten. Dieser Befehl wurde nicht ausgeführt.
Im Herbst 1958 wurde sie für die Dauer eines Jahres gesperrt und renoviert und ihre Fahrbahn verbreitert. Bei dieser Renovierung wurde ein Betonkasten in die Brücke eingebracht und die alte Füllung entfernt. Der Kasten sollte das Eindringen von Wasser in die Brücke verhindern, so dass die Verfugung nicht ausgespült werden kann und kein Auffrieren im Winter stattfindet. Für Fußgänger wurde ein Notsteg über die Tauber errichtet.

### Sport

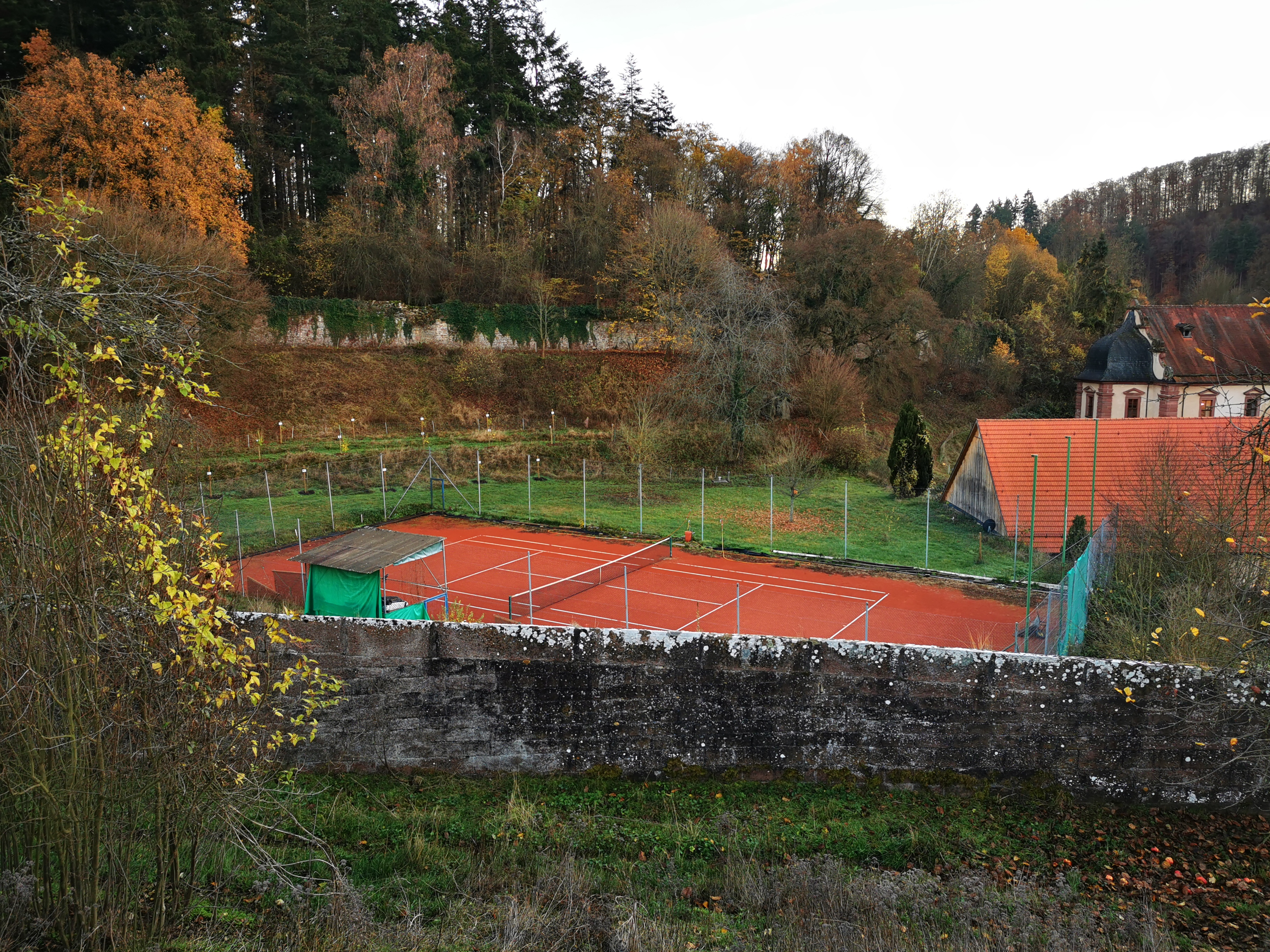
Blick auf den Tennisplatz hinter der Klosteranlage in Bronnbach

Hinter der Klosteranlage befindet sich ein Tennisplatz.

### Verkehr

#### Eisenbahn

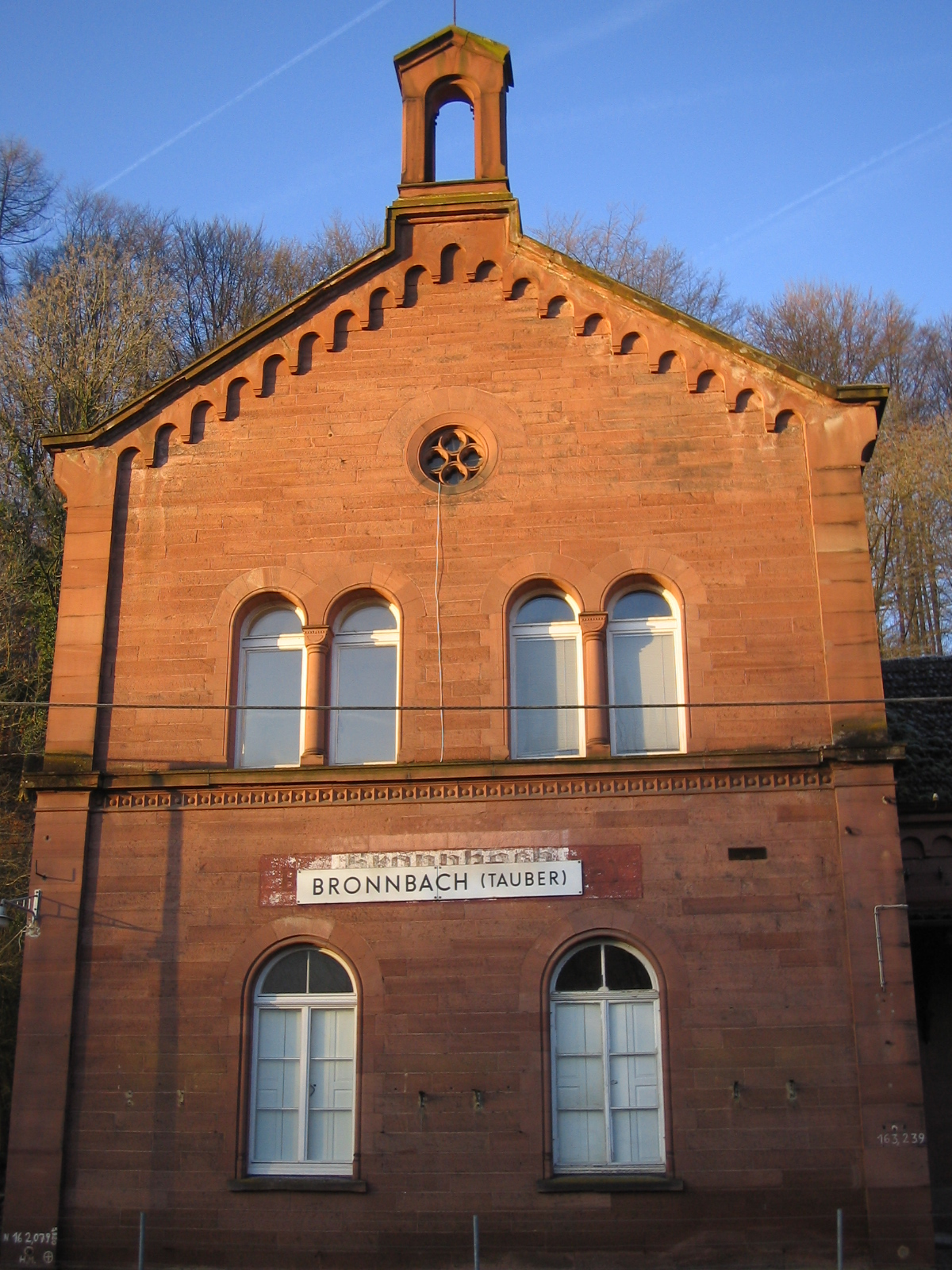
Ansicht des Bahnhofsgebäudes von der Gleisseite

In den Jahren 1867/68 wurde die untere Tauberbahn angelegt. Im Zuge dieser Bauarbeiten entstand 1867 der Bahnhof, der neben seiner Funktion als kleiner Güterbahnhof (Reste der Verladerampen sind noch heute vorhanden) auch als „fürstlicher Repräsentationsbahnhof“  gedacht war. Dieser wurde vor allem für die Verwandten der Fürsten zu Löwenstein-Wertheim-Rosenberg, die Mitglieder der portugiesischen Königsfamilie, zum standesgemäßen Empfang ausgebaut, mit zwei Warteräumen, getrennt nach 1. Klasse und 2. Klasse (Adel und bürgerlich).
Der Bau aus rotem Sandstein passt sich im Stil des Historismus mit Dachreiter, Giebelfront und zum Teil mit kleinen Säulen versehenen Rundbogenfenstern der gegenüberliegenden Klosterkirche an. Vor allem bedingt durch die Erschließung, aber auch aus gestalterischen Gründen, steht das Hauptgebäude des Bahnhofs ungewöhnlicherweise quer zum Gleiskörper.
Schon im ersten Monat nach der Eröffnung wurden hier 1175 Personen befördert und 530 Zentner Güter versandt. Im Eingang wurden 499 Zentner registriert. Zu den großen Kunden zählte natürlich die Fürstlich Löwensteinische Schloßbrauerei. Viele Jahre herrschte hoher Betrieb auch mit Zuckerrübenverladung der Landwirte. Lange Jahre war  die Spedition Lorenz Keller als bRfU tätig und die Firma Seitz bediente eine Buslinie für Schüler zum Bahnhof.
Nach dem Willen der Stadt Külsheim wurde von 1895 an versucht, mittels einer Petition beim Badischen Landtag eine Bahnlinie von Walldürn über Hardheim, Schweinberg, Külsheim und Bronnbach nach Wertheim zu führen, um den Absatz landwirtschaftlicher Erzeugnisse zu verbessern. Eine Verbindung über Königheim nach Tauberbischofsheim wurde abgelehnt; man hatte schon das notwendige Gelände kostenlos zur Verfügung gestellt bekommen. Die vorgeschlagene Bahnlinie wurde jedoch von der Großherzoglich Badischen Regierung in Karlsruhe aus technischen, wirtschaftlichen und finanziellen Gründen abgelehnt. Hierbei fielen besonders der Höhenunterschied von 107,12 m zwischen Bronnbach und Hardheim sowie der zweimalige Auf- und Abstieg auf der vorgesehenen 25,33 km langen Strecke ins Gewicht. Stattdessen wurde 1905 die Straße auf die Külsheimer Höhe von 1863 zum besseren Anschluss erneuert.
1995 kam das Aus für den Bahnhof, die Bahn baute die Gleisanlagen um und der Bahnübergang wurde zuggesteuert. Das Personal wurde abgezogen und die Betriebstelle eingleisig weitergeführt.
Der ehemalige Bahnhof Bronnbach (Tauber) ist nunmehr ein Haltepunkt an der Strecke Lauda–Wertheim und heißt heute Kloster Bronnbach. Anfang September 2016 wurde der alte Bahnsteig zurückgebaut und auf einer Länge von 100 Metern ein neuer, 55 cm hoher, barrierefreier Bahnsteig mit taktilem Leitstreifen für Sehbehinderte errichtet. Zudem wurde auf energiesparende Beleuchtung umgerüstet, eine digitale Zugzielanzeige und ein Wartehäuschen neuerer Bauart mit integriertem Fahrausweisautomaten errichtet. Das ehemalige Empfangsgebäude ist erhalten und befindet sich in Privatbesitz.

#### Rad- und Wanderwege
Bronnbach liegt am Taubertalradweg, am Panoramaweg Taubertal und am Jakobsweg Main-Taubertal. 2019 wurde der Europäische Kulturweg des Archäologischen Spessartprojekts zwischen Bronnbach, Höhefeld, Gamburg und Niklashausen eröffnet. Der dritte Wanderweg im Lieblichen Taubertal (LT 3) mit der Bezeichnung „Wein und Glaube“ führt von Wertheim über Waldenhausen und Reicholzheim bis nach Bronnbach zum dortigen Kloster. Die Rückkehr wird über die Bahnstrecke vom Bahnhof Bronnbach (Tauber) bis zum Bahnhof Wertheim empfohlen.

### Weitere Gebäude und Einrichtungen
An der Einmündung des Schafhöfer Wegs auf die Taubertalstraße im Nordteil von Bronnbach befand sich früher die große Klosterpforte mit einer Pförtnerwohnung. Nach der Säkularisation diente das Gebäude noch mehrere Jahre als Ortsgefängnis, bis es im Zuge des Baus der Taubertalstraße abgerissen wurde.
Im ehemaligen Spitalgebäude des Klosters, welches nach der Säkularisation die Schlossbrauerei beherbergt hatte, ist seit 1992 das Staatsarchiv Wertheim untergebracht. Es wurde 1978 gegründet, um die Löwensteinischen Archive aufzunehmen, die das Land Baden-Württemberg 1975 erworben hatte. Bis zum Umzug nach Bronnbach war das Archiv in der Hofhaltung in Wertheim ansässig. Seit 1988 ist das Staatsarchiv Träger des im selben Gebäude untergebrachten Archivverbunds Main-Tauber. Der Archivverbund umfasst folgende Archive:
- Staatsarchiv Wertheim des Landesarchivs Baden-Württemberg mit einem gemeinschaftlichen und zwei Löwenstein-Wertheimischen Linienarchiven
- Archiv der Großen Kreisstadt Wertheim mit 18 Gemeindearchiven
- Archiv des Main-Tauber-Kreises inklusive Hospitalarchiv Tauberbischofsheim sowie 18 Stadt- und Gemeindearchiven

An der Tauberstraße nach Külsheim oberhalb des Südufers der Tauber ist ein aufgegebener Buntsandsteinbruch zu sehen.

## Persönlichkeiten
- Maria Josepha von Portugal (1857–1943), Infantin von Portugal
- Adelgunde von Portugal (1858–1946), Herzogin von Guimarães und Infantin von Portugal
- Maria Anna von Portugal (1861–1942), Infantin von Portugal
- Maria Antonia von Portugal (1862–1959), Infantin von Portugal